# Sebastián Parraguez
Sebastián Esteban Parraguez González (Santiago de Chile, 19 de enero de 1987) es un kinesiólogo y político chileno que fue miembro en 2023 del Consejo Constitucional.

## Biografía
Nacido en Santiago, hijo del matrimonio de Carabineros compuesto por Luis René Parraguez Guzmán y María Delfina González Cariz. Emigró a Iquique a los 8 años. Se casó con Jasna Lissette Carrillanca Ainol en 2021, con quien tiene dos hijas.
Estudió en el colegio Sagrada Familia de Tocopilla y en el Adventista en Iquique en la educación primaria y la secundaria en el colegio Inglés de Iquique. 
Estudió kinesiología en las sedes de Iquique y Santiago de la Universidad Santo Tomás, graduándose en 2016. En 2023 estudió un MBA en Gestión de Salud en la Universidad Andrés Bello.
Militante del Partido Republicano desde el 2021, se suspendió su militancia el 19 de junio de 2024.
Trabajó como docente en el colegio Rupanic School.

## Carrera política

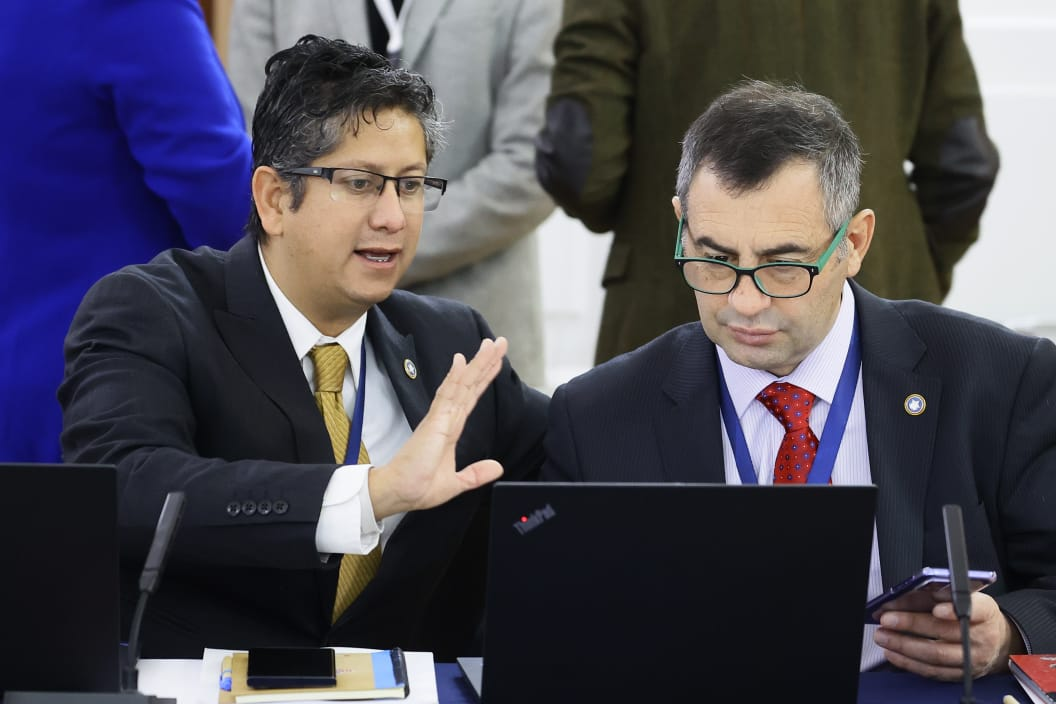
Los consejeros constitucionales Sebastián Parraguez y Héctor Urban sesionando.

Resultó electo para el cargo de consejero constitucional por la región de Tarapacá tras la corrección de un error por parte del SERVEL.Por unas mesas mal escrutadas estuvo a pocos votos de no resultar electo; para su suerte, sus apoderados de mesa rectificaron el mal conteo y pudo quedar electo, siendo el varón con más votos de la Región de Tarapacá tras la corrección del error por parte del SERVEL.
En el Consejo Constitucional formó parte de la bancada del Partido Republicano la bancada con más integrantes (22) entre los que se destacaban Luis Silva Irarrázaval, Beatriz Hevia, Ricardo Ortega Perrier, Sebastián Figueroa y Mariela Fincheira, entre otros.
Dentro del consejo formó parte de la Comisión Número 2 del Consejo Constitucional que fue de "Función Jurisdiccional y Órganos Autónomos" junto a su sub bancada conformada por Héctor Urban, Paul Sfeir, Diego Vargas, Antonio Barchiesi y Gloria Paredes.

## Controversias
En 2023 Parraguez cuestionó al contralor Jorge Bermúdez respecto a la investigación en el caso Convenios diciendo: "¿Qué falló en el caso de la fundación Democracia Viva, considera que hubo un adecuado control por parte de la Contraloría y que podría mejorarse constitucionalmente en post de la probidad en el gasto público y control de Contraloría de los mismos?".

### Acusaciones de abuso sexual
El 18 de junio de 2024, fue sacado a piedrazos y gritos del Rupanic School, luego de 2 denuncias de supuesto "abuso sexual infantil" de mayor de 14 años por parte de alumnos del colegio, en donde Ramírez se desempeñaba como docente. La Fiscalía de Alto Hospicio anunció la apertura de una investigación de los hechos, mientras el Partido Republicano suspendió su militancia. Al día siguiente, se informó de un supuesto tercer abuso a otra alumna.
El 24 de diciembre de 2024 el Juzgado de Garantía de Alto Hospicio ordenó la prisión preventiva para Sebastián Parraguez por su presunta responsabilidad en los delitos de abuso de menores, la reiteración de los delitos, la calidad de las víctimas, la naturaleza de los mismos, los procesos pendientes que tenía el imputado, el tribunal consideró que la única medida cautelar proporcional atendida la gravedad de los hechos era la prisión preventiva.1

## Historial electoral

### Elecciones de consejeros constituyentes de 2023
- Elecciones de consejeros constitucionales de 2023, para la Circunscripción 2 (Región de Tarapacá)[17]

| Candidato           | Pacto               | Partido | Votos  | %     | Resultado |
| ------------------- | ------------------- | ------- | ------ | ----- | --------- |
| Ninoska Payauna     | Partido Republicano | PRCh    | 18 926 | 13,12 | Consejero |
| Romina Ramos        | Unidad para Chile   | Comunes | 15 832 | 10,98 |           |
| Sebastián Parraguez | Partido Republicano | PRCh    | 15 210 | 10,54 | Consejero |
| Leonardo Ramos      | Partido Republicano | PRCh    | 13 458 | 9,33  |           |
| Andrea Dueñas       | Partido Republicano | PRCh    | 11 817 | 8,19  |           |
| Néstor Jofré        | Chile Seguro        | RN      | 10 222 | 7,09  |           |